# توزلو
توزلو، روستایی از توابع بخش بزینه‌رود شهرستان خدابنده در استان زنجان ایران است.

## جمعیت
این روستا در دهستان بزینه رود قرار دارد و براساس سرشماری مرکز آمار ایران  جمعیت آن 3800 نفر (1000خانوار) بوده‌است.